# Prix Arthur-Buies
Le prix Arthur-Buies est un prix littéraire québécois, créé pour souligner l'apport indéniable de ce grand communicateur à la culture québécoise. Le Salon du livre de Rimouski a sélectionné Lisette Morin comme première récipiendaire en 1978, puis a décerné le prix à chaque année jusqu'en 1998. De 1998 à 2004, le prix a été remis aux trois ans et après un hiatus jusqu'en 2010, son attribution est maintenant effectuée tous les cinq ans.

## Biographie d'Arthur Buies

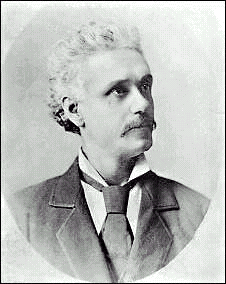
Arthur Buies, vers 1860.

Arthur Buies était à la fois conférencier, chroniqueur et journaliste émérite. Après des études en France, il revient au Québec et affiche un esprit révolutionnaire sur lequel reposent les chroniques et les textes journalistiques qu'il rédige. Il fut un partisan engagé de la séparation de l'Église et de l'État. Dans la trentaine, il traverse une crise existentielle jusqu'à sa rencontre avec le curé Labelle. Transformé, il soutient les desseins coloniaux du curé et est considéré l'un de ses amis les plus proches. Ses écrits se spécialiseront alors en analyse géographique de territoires québécois à coloniser. Il fut un fervent nationaliste et un passionné de la langue française qu'il a tenté d'épurer des anglicismes s'y intégrant.

## Critères de sélection
Ce prix du Salon du livre de Rimouski s'adresse aux écrivains originaires de la région de l'Est-du-Québec ou l'habitant depuis au moins cinq ans. Des représentants du milieu culturel local se rencontrent afin de sélectionner un candidat qui représente les qualités d'Arthur Buies. Ils recherchent particulièrement les écrits aidant à développer le plaisir de la lecture et l'épanouissement culturel de l'Est-du-Québec. Le prix est une œuvre d'art d'une valeur de 500 $.

## Lauréats
- 1978 - Lisette Morin
- 1979 - Bertrand-B. Leblanc
- 1980 - Roger Fournier
- 1981 - Pauline Cadieux
- 1982 - L’abbé Georges Beaulieu
- 1983 - Léon Dion
- 1984 - Non attribué
- 1985 - Robert Michaud
- 1986 - Ève Bélisle
- 1987 - Victor-Lévy Beaulieu
- 1988 - Noël Audet
- 1989 - Réal-Gabriel Bujold
- 1990 - Madeleine Gagnon
- 1991 - Adrien Thério
- 1992 - Marcel Rioux
- 1993 - Madeleine Ouellette-Michalska
- 1994 - Paul Chanel Malenfant
- 1995 - L'abbé Nive Voisine
- 1996 - Jasmine Dubé
- 1997 - Jean-Pierre April
- 1998 - Sylvain Rivière
- 2001 - André Gervais
- 2004 - Jean Bédard
- 2010 - Gilles Cyr
- 2015 - Micheline Morisset
- 2020 - Renald Bérubé